# Brigita Matić
Brigita Matić (31. siječnja 1996.), hrvatska judašica. Sestra judašice Barbare Matić.
Članica je JK Pujanke iz Splita.
Godine 2010. dobila je nagradu Dražen Petrović u kategoriji športašica zbog dvije brončane medalje na Olimpijskim igrama mladih (OIM) u Singapuru kao europska kadetska prvakinja u judu.
Europska je kadetska prvakinja 2012. godine. Osvojila je europsku juniorsku broncu u Poreču 2012. i Oberwartu 2015. godine. 
Godine 2012. dobila nagradu Dražen Petrović u kategoriji športašica - najveća nada, kao europska kadetska prvakinja u judu.
S ekipom Hrvatske osvojila je kadetsku i juniorsku broncu 2013. godine. Pobjednica je Olimpijskih igara mladih 2014. godine. S ekipom Hrvatske osvojila je kadetsko i juniorsko zlato 2015. godine. 
Na Svjetskom juniorskom prvenstvu u Abu Dhabiju 2015. u kategoriji do 78 kilograma osvojila je zlato. 
Sudionica je Europskih igara 2015. godine.
Na prvenstvima do 23 godine i do 21 osvojila je srebro u Malagi 2016. godine. Na europskom juniorskom prvenstvu u Malagi 2016. u kategoriji do 78 kilograma bila je u prigodi naslovu aktualne svjetske juniorske prvakinje dodati i europsko juniorsko zlato, no usprkos vodstvu 20 sekundi pogriješila je, protivnica Njemica Wagner iskontrirala ju je i preokrenula borbu, te je Matić ostala na srebru.